# 大鷹正次郎
大鷹 正次郎（おおたか しょうじろう、1892年〈明治25年〉2月15日 - 1966年〈昭和41年〉11月4日）は、日本の外交官。駐ラトビア公使。

## 経歴
岩手県和賀郡黒沢尻町（現・北上市）出身。旧制第七高等学校造士館を経て、1917年（大正6年）に東京帝国大学法科大学を卒業し、翌年に高等試験外交科に合格した。外交官補としてベルギーに、ついで領事官補としてハルビン、天津に勤務した。さらにドイツ大使館三等書記官、オーストリア公使館三等書記官、オランダ公使館二等書記官、ベルギー公使館一等書記官、満州国大使館一等書記官、青島総領事を歴任。1938年（昭和13年）、駐ラトビア公使に任命され、駐リトアニア公使・駐エストニア公使も兼ねた。

## 家族
子息の大鷹弘・大鷹正・大鷹市郎、孫の大鷹正人も外交官を務めた。参議院議員を務めた山口淑子や、日本チェコ友好協会会長を務めた大鷹節子は義娘。

## 著書
- 『第二次大戦責任論』時事通信社、1958年

## 栄典
- 1940年（昭和15年）8月15日 - 紀元二千六百年祝典記念章[4]